# Киселинское сельское поселение
Киселинское сельское поселение — муниципальное образование в Терновском районе Воронежской области.
Административный центр сельского поселения — посёлок Дубровка.

## Административное деление
В состав поселения входят:
1. посёлок Александровка
2. посёлок Вознесеновка
3. посёлок Дубровка
4. село Кисельное
5. посёлок Луначаровка